# Simon Gronowski
Pour les articles homonymes, voir Gronowski.
Simon Gronowski, né à Bruxelles, le 12 octobre 1931 est un docteur en droit, avocat au barreau de Bruxelles, pianiste de jazz, président de l'Union des déportés juifs en Belgique, filles et fils de la déportation. Témoin de la shoah auprès de la jeune génération, il a survécu à la déportation en s'évadant du Convoi n° 20 du 19 avril 1943 qui l'emmenait à Auschwitz. Le reste de la guerre, il est un enfant caché,,.

## Biographie
Léon Gronowski, le père de Simon, est né dans le shtetl de Radziejow en Pologne le 19 avril 1898. Ancien combattant de la Première Guerre mondiale, il quitte la Pologne et ses conditions de vie difficiles. Après un bref passage en Allemagne, il parvient, fin 1921 à franchir, de nuit, la frontière belge. Il est un temps apprenti dans une maroquinerie de Schaerbeek mais, ayant perdu son emploi, il se résout à travailler pour un charbonnage à Bray. Les conditions de travail sont pénibles. Après 4 mois, Léon Gronowski démissionne et part pour Liège où il vend un temps du cuir sur les marchés. Il correspond toujours avec Chana Kaplan qu'il a rencontrée durant la Première Guerre en Lituanie. Ils se marient religieusement à Dantzig le 12 août 1923 et civilement à Grivegnée (Liège) le 17 mai 1924 où ils s'installent. Leur première enfant, Ita, naît le 24 septembre 1924. En 1929, la famille vient s'établir à Etterbeek (Bruxelles) où ils ouvrent une maroquinerie: Chez Sally. Simon naît le 12 octobre 1931. Il fait partie des Boys-scouts de Belgique (145e unité), son totem est "Bambi".

### Seconde Guerre mondiale
En mai 1940, l'armée allemande déferle sur la Belgique. C'est la Campagne des 18 jours au terme de laquelle la Belgique est occupée par les troupes allemandes. Très tôt, les premières ordonnances tombent, les Allemands imposent aux juifs de s'enregistrer auprès des administrations communales. En mai 1941 un panneau est apposé sur leur magasin: Entreprise juive. Leur matériel, jusqu'à leurs meubles, sont saisis. En juin 1942, ils sont obligés de porter l'étoile juive. La famille décide de partir dans la clandestinité et se réfugie à Woluwé dans la famille Poilvache. Sept mois plus tard, ils sont dénoncés et arrêtés par la Gestapo le 17 mars 1943. Lors de l'arrestation, Léon Gronowski n'est pas là : souffrant, il a dû être hospitalisé. La mère de famille explique qu'elle est veuve et les Allemands la croient. Ils emmènent donc Chana, Ita et Simon. Ils passent une nuit dans les caves du siège de la Gestapo Avenue Louise avant d'être transférés au SS-Sammellager de Malines, la Caserne Dossin. Simon reçoit alors un matricule qu'il doit porter autour du cou : XX-1234, ce qui signifie qu'il sera le 1234e Juif inscrit sur la liste du vingtième convoi. Sa mère est déportée par le même convoi. Ita, en revanche, est de nationalité belge depuis ses seize ans. Elle reçoit donc le matricule B-274 et fait partie d'un autre convoi: le XXIIB.
Le 19 avril 1943, Simon et sa mère sont déportés. Le train quitte Malines et se met en route pour Auschwitz. A dix kilomètres de là, à Boortmeerbeek, trois résistants,  Youra Livchitz, Robert Maistriau et Jean Franklemon, arrêtent le train pour libérer le plus grand nombre possible de déportés.
Lorsque la mère de Simon le réveille, la porte du wagon est déjà ouverte, le train n'est pas encore tout à fait arrêté, Robert Maistriau dit aux occupants du wagon de sortir et de s'échapper. Chana dit à son fils de s'enfuir, il saute et fonce vers les bosquets. Autour du train, une fusillade fait rage. Simon s'enfuit dans la campagne, couvert de boue. Au hasard, il s'adresse à une personne qui se trouve être le garde-champêtre qui l'emmène à son tour chez Jean Aerts, gendarme de son état. Ce dernier et sa femme, n'ignorant rien de sa situation de déporté juif, décident néanmoins de l'aider et le conduisent à Bruxelles où Simon retrouve son père. Pris en charge par le réseau du Comité de défense des Juifs, ils sont séparés et ne se voient que trois fois en 17 mois. Ils s'écrivent cependant tout comme ils écrivent à Ita toujours détenue à la Caserne Dossin à Malines. Le 19 septembre 1943, Ita monte à bord du convoi XXIIB ("B" parce qu'il contient des juifs "belges") qui l'emmène à Auschwitz. Le 4 septembre 1944, la Belgique est libérée et Simon et son papa peuvent enfin se retrouver et sortir de la clandestinité. Ils espèrent un temps voir revenir leurs proches Chana, et Ita, en vain : elles ont toutes deux été tuées dans les chambres à gaz dès leur arrivée à Auschwitz. Léon ne s'en remet pas, et meurt de chagrin le 9 juillet 1945. Simon est dès lors orphelin.

### Après la Guerre

#### Études et emploi
Léon Gronowski avait demandé à son beau-frère de s'occuper de Simon s'il lui arrivait quelque chose. Après le décès de son père, Simon est inscrit au pensionnat de l’Athénée royal de Tournai. En 1946, il est accueilli par la famille Brycman, des amis de  Léon et de Chana. Simon y habite jusqu'en 1948. À seize ans, il obtient l'autorisation d'aller habiter dans la mansarde de leur maison à Etterbeek. Il interrompt un temps ses études en section latin-grec, puis se présente aux examens du Jury central (filière alternative officielle pour accéder à un diplôme pour les étudiants hors du parcours scolaire "classique" ), qu'il réussira.  
Comme d'autres déportés et résistants épris de justice après avoir subi la barbarie (cf Félix Gutmacher déporté à 16 ans), il fait des études de droit. En 1949, il s'inscrit à la faculté de droit de l'Université libre de Bruxelles, et y décroche son doctorat en 1954. À partir de cette date, il travaille au barreau de Bruxelles. 
En 1963, il épouse Marie-Claire Huybrechs issue d'une famille catholique belge. Ils ont deux enfants et de nombreux petits-enfants. 

#### Témoignage
Comme beaucoup d'hommes ayant connu les horreurs de la guerre (cf Henri Kichka), Simon pendant longtemps ne parle pas de ce qu'il a enduré, jusqu'au jour où l'historien Maxime Steinberg et le juriste Foulek Ringelheim lui expliquent qu'ils souhaitent faire un ouvrage où il est question de son histoire. À partir de cette date, Simon Gronowski n'a jamais refusé de témoigner, surtout auprès des plus jeunes, dans les écoles primaires. Il accompagne plusieurs fois des jeunes se rendant à Auschwitz, accomplissant par là son « devoir de mise en garde des jeunes contre le mépris, la haine et l'exclusion. Plus positivement, je veux leur transmettre mon amour de la tolérance... ».

#### Jazzman autodidacte
Musicien autodidacte et passionné, Simon Gronowski explique que « Le jazz, pour moi, après la guerre, a été un facteur d’équilibre et d’intégration très important, quand je me suis retrouvé seul ». 
En décembre 2013, Simon Gronowski avait mentionné, comme s'il avait dit qu'il avait envie de fouler le sol lunaire, qu'il souhaitait jouer du jazz avec Woody Allen. Quelques semaines plus tard, il reçoit une invitation du réalisateur. La Jam session se déroule au Carlyle Hotel à New York, le 14 mars 2014. Il déclare : « J’ai donné un concert avec lui… C’était un des plus beaux jours de ma vie ! Et c’est également un miracle, vous êtes d’accord ? ».
Durant le confinement lié à la pandémie de covid-19, en 2020, Simon Gronowski, fenêtre ouverte, improvise des solos de jazz au piano. La même année, s'étant ouvert de son admiration pour le groupe américain Tuba Skinny auprès d'un journaliste du New York Times, une collaboration voit le jour et — confinement oblige — ils jouent ensemble via la plateforme Zoom.

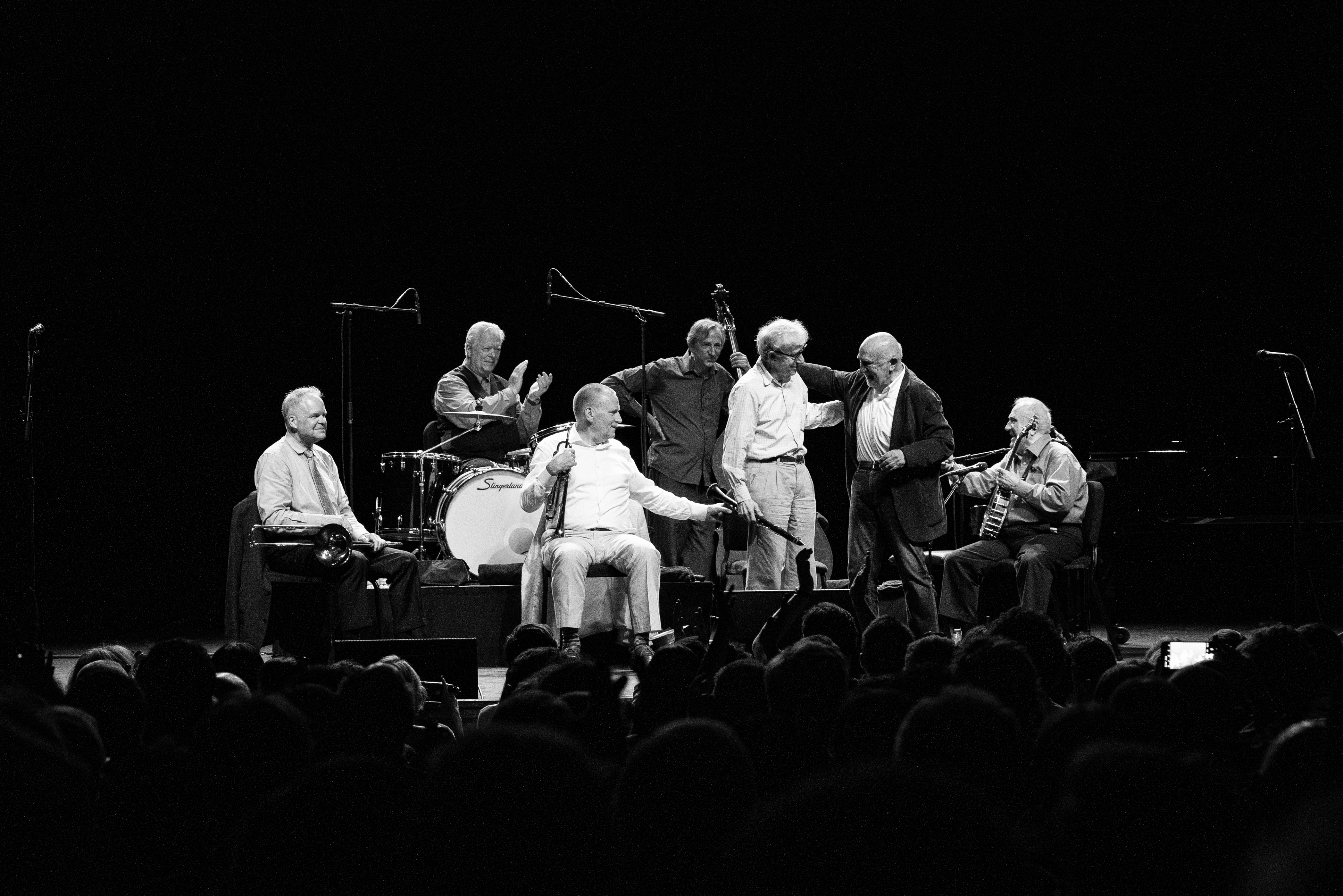
Simon Gronowski et Woody Allen à Bozar Bruxelles le 22 juin 2019.

## Distinctions
- 2025 :  Grand officier de l'ordre de la Couronne[8]

## Ouvrages
- Simon Gronowski, l'Enfant du XXe convoi, éditions Luc Pire, 2002, 192 p.
- Simon Gronowski, Koen Tinel, David Van Reybrouck. Ni victime, ni coupable. Enfin libérés. (Renaissance du Livre)
- Simon Gronowski, Cécile Bertrand, Peigny, Simon, le petit évadé: l'enfant du 20e convoi [9]. Basé sur l'histoire réelle de Simon Gronowski, ce livre explique de manière pédagogique et didactique l'intolérance, la haine et le racisme. Cinquante-cinq ans après le drame de son enfance, l'auteur a décidé de rompre le silence et raconte sa déportation et son évasion.

## Adaptation
L'opéra Push d'Howard Moody créé en 2016 relate son histoire. Il a été joué au Théâtre de la Monnaie à Bruxelles en 2019.